# Hontianske Trsťany
Hontianske Trsťany és un poble i municipi d'Eslovàquia que es troba a la regió de Nitra, al sud-oest del país.
La primera menció escrita de la vila es remunta al 1245.

## Demografia
| Godina             | 1994 | 2004   | 2014   | 2024   |
| ------------------ | ---- | ------ | ------ | ------ |
| Nombre de persones | 378  | 346    | 317    | 290    |
| Diferència         |      | −8,46% | −8,38% | −8,51% |

| Godina             | 2023 | 2024   |
| ------------------ | ---- | ------ |
| Nombre de persones | 297  | 290    |
| Diferència         |      | −2,35% |